# Solange Berry
Solange Berry (ur. 6 czerwca 1930 w Paryżu, zm. 26 stycznia 2018 w La Baule-Escoublac) – belgijska piosenkarka i aktorka kabaretowa.
Wokalistka rozpoczęła swoją karierę muzyczną w 1955 roku, debiutując albumem Chanson pour tous, na którym znalazły się między innymi utwory „Entrée libre”, „Par amour pour toi” czy „J’aime”.
W 1958 roku reprezentowała Luksemburg w Konkursie Piosenki Eurowizji z utworem „Un grand amour”, do którego muzykę skomponował Michel Eric, zaś tekst napisał Raymond Roche wraz z Monique Laniece. Kompozycja zajęła 9. miejsce, przegrywając między innymi z utworami „Nel blu dipinto di blu” Domenico Modugno, „Dors mon amour” André Claveau, „Heel de wereld” Corry Brokken czy też z piosenką „Giorgio”, którą na festiwalu wykonywała Lys Assia.
Rok później wydała album Sous Les Toits De Paris, a w 1967 roku swój ostatni album Maintenant, quand vient le printemps, nagrany przy współpracy z orkiestrą Bernarda Gérarda i wydany nakładem wytwórni płytowej Polydor Records.

## Dyskografia
Opracowano na podstawie materiału źródłowego.
- 1955: Chanson pour tous
- 1956: Que sera, sera
- 1957: Les mirettes
- 1959: Sous Les Toits De Paris
- 1967: Maintenant, quand vient le printemps